# 남별내 나들목
남별내 나들목(S.Byeollae IC)은 경기도 남양주시 별내동과 별내면 광전리에 걸쳐 설치된 세종포천고속도로의 3번 교차로이다. 건설 당시 가칭은 화정 나들목이었다.

## 연혁
- 2012년 6월 5일 : 구리포천고속도로 신설을 위해 남양주시 도시계획시설 교통광장에 별내면 화접리, 별내면 광전리 일원을 화정 나들목으로 고시[1]
- 2014년 12월 24일 : 구리포천고속도로 민간투자사업 실시계획 변경으로 인해 구리시 도시계획시설 교통광장 위치를 별내동, 별내면 광전리로 변경 및 면적 변경[2]
- 2017년 6월 30일 : 세종포천고속도로 구리 ~ 포천 구간 개통과 함께 남별내 나들목으로 통행 개시[3]

## 구조물 정보
- 위치: 경기도 남양주시 별내동, 별내면 광전리
- 영업소 및 서울북부고속도로 본사: 경기도 남양주시 별내면 구리포천고속도로 11

## 접속하는 도로
- 송산로
- 간접 연결 : 덕내로 (동별내 나들목 이용) (오남.진접.내촌)